# Knoutsodonta maugeansis
Knoutsodonta maugeansis is een slakkensoort uit de familie van de Onchidorididae. De wetenschappelijke naam van de soort werd voor het eerst geldig gepubliceerd in 1958 door Burn als Lamellidoris maugeansis.